# YELLOW JACKET
YELLOW JACKET（イエロージャケット、原題：フランス語: La Tête dans le guidon）は、2005年制作のクレイアニメ。制作はスイスのNADASDY FILM。

## 概要
ツール・ド・フランスを題材としたクレイアニメで、題名もツール・ド・フランスで総合首位の選手に与えられるジャージであるマイヨ・ジョーヌにちなんで名づけられている。全26話で、1話は約1分30秒と短い。作中では台詞はほとんど使われない。
基本的には真夏の砂浜（おそらく海水浴場）を舞台とし、黄色いジャージを着た主人公と、それを妨害しようとする黒いジャージのライバルによる自転車ロードレースでの争いを描く。黒ジャージ側がいろいろと策略で妨害をしかけるのだが、最終的には黒ジャージ側がそのしっぺ返しを受けて敗北するのがお約束のストーリー。
日本では2006年のツール・ド・フランス中継にあわせてJ SPORTSで放送されたほか、その後2007年7月にはカートゥーン・ネットワークでも放送されている。NHKのBSアニメ特選シリーズの中でも放送されたことがある。現在J SPORTSからDVDが発売されているほか、YouTubeのツール・ド・フランス公式チャンネルでも全話が視聴可能。
スキー場を舞台とした続編として、2007年に『オレンジ・ジャケット』が制作された。YELLOW JACKETの公式サイトで“NEXT SEASON”（仏: LA SUITE、伊: IL SEGUITO）として紹介されているパイロット版2作品も『オレンジ・ジャケット』のエピソードとなっている。

## スタッフ
- 制作：Nadasdy Film(スイス)

## エピソード
丸括弧内は原題
- 第1話「カウボーイ!?」（Lanterne rouge[2]）
- 第2話「マヨ・ジョーヌ」（Mayo jaune）
- 第3話「シャボン玉」（Bulle de savon）
- 第4話「ネットで一撃」（Coup de filet）
- 第5話「ツールでフィギュア」（Coup de patin）
- 第6話「ロケット作戦」（Rien ne sert de courir[3]）
- 第7話「S.O.S.空飛ぶ円盤」（SOS Soucoupe volante[4]）
- 第8話「サイコな鳥」（Ça Baigne dans l'huile[5]）
- 第9話「黒い騎士」（Chevalier noir）
- 第10話「ハチとビスケット」（Dard dard）
- 第11話「都会のステージ」（Etape capitale）
- 第12話「ビーム作戦」（Fondu de vélo）
- 第13話「ツールと豆の木」（La fin des haricots）
- 第14話「“コンパクト”なゴール」（La main dans le sac）
- 第15話「勝利の翼」（Les ailes de la victoire）
- 第16話「黒い水たまり」（Marée noire）
- 第17話「悪だくみ」（Mauvais esprit）
- 第18話「上りは得意」（Meilleur grimpeur）[6]
- 第19話「フォトフィニッシュ」（Photo finish）
- 第20話「奪われた砂漠」（Privé de désert）
- 第21話「有名な舞踏会」（Bal pop）
- 第22話「ティータイム」（Tea Time）
- 第23話「霧の中のアヒル」（La tête dans le brouillard）
- 第24話「タコとカニ」（Toutanvélo）
- 第25話「アイスでトップ!?」（Un bâton de glace dans les roues）
- 第26話「人力車」（Pousse pousse）